# Ibrahim Alraheb
Ibrahim Alraheb (né en 1938, mort en 2014) est un écrivain palestinien qui a quitté la Palestine en 1948.

## Sa vie et sa famille
Ibrahim Alraheb est né dans la ville palestinienne de Lydda en 1938. Il décède à Damas le 10 mars 2014 des suites d'une maladie cardiaque. 
C'était un écrivain, savant, traducteur, fondateur de plusieurs associations caritatives, et un militant qui a entre autres participé à la création du FPLP et le Mouvement nationaliste arabe. 
Il vient d'une famille d'agriculteurs grec-orthodoxes. Il avait un frère et cinq sœurs ; Il  fait toute sa scolarisation primaire à Lydda (LOD) jusqu'à l'âge de dix ans car la guerre de 1948 éclate. L'armée israélienne chasse sa famille de leur maison. Sa mère, Faten, la sœur du docteur George Habache, est morte malade pendant la guerre, vu le manque de soins, à l'âge de 34 ans. On l'enterre dans le jardin de la maison vu l'impossibilité de faire une cérémonie à cause des bombardements. Sa petite sœur Hala, nourrisson âgée de trois mois, meurt par manque de nourriture quelques jours après sa mère. Sa famille l'enterre sur le chemin de l'exode vers la Jordanie. 
Il vit avec ses cinq frères et sœurs chez deux de leurs tantes paternelles en Jordanie à Madaba. Il fait ses études universitaires à la faculté de Damas (bac + 5 en histoire) où il rencontre sa future épouse Nawal Dahi, née en 1938 d'une famille syrienne protestante. Ensemble ils auront trois enfants.
Il vit successivement en Jordanie, au Liban et en Syrie et il consacre sa vie à servir sa nation.
Les obsèques ont eu lieu le 11 mars à l'église d'Al-Salib Al-Muqads (La Croix Sacré) dans le quartier chrétien de Damas. Les condoléances ont été présentées à sa famille à l'église Korolos pendant trois jours, puis une messe à Amman en Jordanie. Deux jours de condoléances ont eu lieu où des milliers de personnes sont venues du Liban, de la Syrie, de la Palestine et de la Jordanie. Le statut de martyr (Al-Shahid) lui a été attribué par l'Autorité palestinienne. Il est enterré au cimetière Rome orthodoxe de Bab Charki à Damas.

## Sa vie professionnelle
Il a écrit dans les magazines suivants : Teshreen, El Jondi, Résistance, Al Hadaff, Al Talae3.
Il a traduit les livres suivants :
- Jérusalem (القدس)
- Les Frères musulmans et le parti de la libération (الإخوان المسلمون و حزب التحرير)
- Les Nationalistes arabes (القوميون العرب)
- Les Faux Renseignements sionistes (التضليل الصهيوني البشع).

Il ouvre en 2010 à Damas une maison d'édition (دار اللد) qui publie des livres politiques et littéraires concernant la Palestine.